# Eleições europeias de 2014 em Loures

## Resultados Oficiais
| Partido                 | Partido                               | Votos   | %               | +/-  |
| ----------------------- | ------------------------------------- | ------- | --------------- | ---- |
|                         | Partido Socialista                    | 21 288  | 31,90 / 100,00  | 2,88 |
|                         | Coligação Democrática Unitária        | 15 705  | 23,54 / 100,00  | 4,48 |
|                         | Aliança Portugal                      | 11 773  | 17,64 / 100,00  | 9,01 |
|                         | Partido da Terra                      | 3 981   | 5,97 / 100,00   | 5,27 |
|                         | Bloco de Esquerda                     | 3 016   | 4,52 / 100,00   | 7,16 |
|                         | LIVRE                                 | 1 542   | 2,31 / 100,00   | Novo |
|                         | Partido pelos Animais e pela Natureza | 1 371   | 2,05 / 100,00   | Novo |
|                         | PCTP/MRPP                             | 1 320   | 1,98 / 100,00   | 0,54 |
|                         | Outros                                | 2 073   | 3,11 / 100,00   |      |
| Votos Inválidos         | Votos Inválidos                       | 4 661   | 6,68 / 100,00   | 0,45 |
| Total                   | Total                                 | 66 730  | 100,00 / 100,00 |      |
| Eleitorado/Participação | Eleitorado/Participação               | 165 175 | 40,40 / 100,00  | 1,82 |

## Resultados por Freguesia
Os resultados seguintes referem-se aos partidos que obtiveram mais de 1,00% dos votos:
| Freguesia                                         | %     | %     | %     | %    | %    | %    | %    | %    | Votantes |
| Freguesia                                         | PS    | CDU   | AP    | MPT  | BE   | L    | PAN  | PCTP | Votantes |
| ------------------------------------------------- | ----- | ----- | ----- | ---- | ---- | ---- | ---- | ---- | -------- |
| Bucelas                                           | 31,14 | 30,06 | 14,20 | 5,07 | 4,57 | 1,59 | 1,46 | 3,17 | 1 577    |
| Camarate, Unhos e Apelação                        | 35,62 | 24,60 | 13,96 | 4,83 | 3,82 | 1,38 | 2,00 | 2,95 | 9 909    |
| Fanhões                                           | 34,35 | 27,26 | 16,25 | 4,03 | 4,03 | 0,87 | 1,20 | 1,42 | 917      |
| Loures                                            | 27,19 | 22,51 | 21,06 | 6,09 | 5,04 | 2,78 | 2,33 | 1,90 | 9 199    |
| Lousa                                             | 28,98 | 19,39 | 22,44 | 5,27 | 6,01 | 2,21 | 1,79 | 2,21 | 949      |
| Moscavide e Portela                               | 31,50 | 14,14 | 27,55 | 6,71 | 4,17 | 3,28 | 2,13 | 1,27 | 8 915    |
| Sacavém e Prior Velho                             | 33,65 | 23,79 | 15,91 | 6,27 | 4,48 | 2,34 | 2,04 | 1,76 | 8 087    |
| Santa Iria de Azoia, São João da Talha e Bobadela | 32,45 | 28,12 | 14,19 | 6,03 | 4,06 | 1,86 | 1,81 | 1,92 | 16 318   |
| Santo Antão e São Julião do Tojal                 | 32,49 | 31,95 | 12,62 | 5,01 | 3,71 | 1,91 | 1,66 | 2,42 | 2 773    |
| Santo António dos Cavaleiros e Frielas            | 30,31 | 20,13 | 18,03 | 6,76 | 6,27 | 3,18 | 2,61 | 1,66 | 8 086    |
| Loures                                            | 31,90 | 23,54 | 17,64 | 5,97 | 4,52 | 2,31 | 2,05 | 1,98 | 66 730   |

#### Bucelas
| Partido                 | Partido                               | Votos | %               | +/-  |
| ----------------------- | ------------------------------------- | ----- | --------------- | ---- |
|                         | Partido Socialista                    | 491   | 31,14 / 100,00  | 1,24 |
|                         | Coligação Democrática Unitária        | 474   | 30,06 / 100,00  | 6,92 |
|                         | Aliança Portugal                      | 224   | 14,20 / 100,00  | 5,14 |
|                         | Partido da Terra                      | 80    | 5,07 / 100,00   | 4,51 |
|                         | Bloco de Esquerda                     | 72    | 4,57 / 100,00   | 6,97 |
|                         | PCTP/MRPP                             | 50    | 3,17 / 100,00   | 1,80 |
|                         | LIVRE                                 | 25    | 1,59 / 100,00   | Novo |
|                         | Partido pelos Animais e pela Natureza | 23    | 1,46 / 100,00   | Novo |
|                         | Outros                                | 40    | 2,54 / 100,00   |      |
| Votos Inválidos         | Votos Inválidos                       | 98    | 6,21 / 100,00   | 1,84 |
| Total                   | Total                                 | 1 577 | 100,00 / 100,00 |      |
| Eleitorado/Participação | Eleitorado/Participação               | 3 845 | 41,01 / 100,00  | 1,69 |

#### Camarate, Unhos e Apelação
| Partido                 | Partido                               | Votos  | %               |
| ----------------------- | ------------------------------------- | ------ | --------------- |
|                         | Partido Socialista                    | 3 530  | 35,62 / 100,00  |
|                         | Coligação Democrática Unitária        | 2 438  | 24,60 / 100,00  |
|                         | Aliança Portugal                      | 1 383  | 13,96 / 100,00  |
|                         | Partido da Terra                      | 479    | 4,83 / 100,00   |
|                         | Bloco de Esquerda                     | 379    | 3,82 / 100,00   |
|                         | PCTP/MRPP                             | 292    | 2,95 / 100,00   |
|                         | Partido pelos Animais e pela Natureza | 198    | 2,00 / 100,00   |
|                         | LIVRE                                 | 137    | 1,38 / 100,00   |
|                         | Partido Nacional Renovador            | 103    | 1,04 / 100,00   |
|                         | Outros                                | 341    | 3,44 / 100,00   |
| Votos Inválidos         | Votos Inválidos                       | 629    | 6,34 / 100,00   |
| Total                   | Total                                 | 9 909  | 100,00 / 100,00 |
| Eleitorado/Participação | Eleitorado/Participação               | 27 083 | 36,59 / 100,00  |

#### Fanhões
| Partido                 | Partido                               | Votos | %               | +/-  |
| ----------------------- | ------------------------------------- | ----- | --------------- | ---- |
|                         | Partido Socialista                    | 315   | 34,35 / 100,00  | 2,54 |
|                         | Coligação Democrática Unitária        | 250   | 27,26 / 100,00  | 2,81 |
|                         | Aliança Portugal                      | 149   | 16,25 / 100,00  | 6,48 |
|                         | Partido da Terra                      | 37    | 4,03 / 100,00   | 3,27 |
|                         | Bloco de Esquerda                     | 37    | 4,03 / 100,00   | 5,23 |
|                         | PCTP/MRPP                             | 13    | 1,42 / 100,00   | 0,39 |
|                         | Partido pelos Animais e pela Natureza | 11    | 1,20 / 100,00   | Novo |
|                         | Outros                                | 37    | 4,03 / 100,00   |      |
| Votos Inválidos         | Votos Inválidos                       | 68    | 7,42 / 100,00   | 1,31 |
| Total                   | Total                                 | 917   | 100,00 / 100,00 |      |
| Eleitorado/Participação | Eleitorado/Participação               | 2 253 | 40,70 / 100,00  | 4,10 |

#### Loures
| Partido                 | Partido                               | Votos  | %               | +/-   |
| ----------------------- | ------------------------------------- | ------ | --------------- | ----- |
|                         | Partido Socialista                    | 2 501  | 27,19 / 100,00  | 0,04  |
|                         | Coligação Democrática Unitária        | 2 071  | 22,51 / 100,00  | 8,06  |
|                         | Aliança Portugal                      | 1 937  | 21,06 / 100,00  | 11,16 |
|                         | Partido da Terra                      | 560    | 6,09 / 100,00   | 5,42  |
|                         | Bloco de Esquerda                     | 464    | 5,04 / 100,00   | 7,12  |
|                         | LIVRE                                 | 256    | 2,78 / 100,00   | Novo  |
|                         | Partido pelos Animais e pela Natureza | 214    | 2,33 / 100,00   | Novo  |
|                         | PCTP/MRPP                             | 175    | 1,90 / 100,00   | 0,73  |
|                         | Outros                                | 280    | 3,05 / 100,00   |       |
| Votos Inválidos         | Votos Inválidos                       | 741    | 8,06 / 100,00   | 0,65  |
| Total                   | Total                                 | 9 199  | 100,00 / 100,00 |       |
| Eleitorado/Participação | Eleitorado/Participação               | 23 139 | 39,76 / 100,00  | 0,81  |

#### Lousa
| Partido                 | Partido                               | Votos | %               | +/-  |
| ----------------------- | ------------------------------------- | ----- | --------------- | ---- |
|                         | Partido Socialista                    | 275   | 28,98 / 100,00  | 0,54 |
|                         | Aliança Portugal                      | 213   | 22,44 / 100,00  | 6,80 |
|                         | Coligação Democrática Unitária        | 184   | 19,39 / 100,00  | 0,51 |
|                         | Bloco de Esquerda                     | 57    | 6,01 / 100,00   | 3,34 |
|                         | Partido da Terra                      | 50    | 5,27 / 100,00   | 4,37 |
|                         | LIVRE                                 | 21    | 2,21 / 100,00   | Novo |
|                         | PCTP/MRPP                             | 21    | 2,21 / 100,00   | 1,00 |
|                         | Partido pelos Animais e pela Natureza | 17    | 1,79 / 100,00   | Novo |
|                         | Partido Nacional Renovador            | 10    | 1,05 / 100,00   | 0,65 |
|                         | Outros                                | 38    | 4,00 / 100,00   |      |
| Votos Inválidos         | Votos Inválidos                       | 63    | 6,63 / 100,00   | 1,00 |
| Total                   | Total                                 | 949   | 100,00 / 100,00 |      |
| Eleitorado/Participação | Eleitorado/Participação               | 2 588 | 36,67 / 100,00  | 0,08 |

#### Moscavide e Portela
| Partido                 | Partido                               | Votos  | %               |
| ----------------------- | ------------------------------------- | ------ | --------------- |
|                         | Partido Socialista                    | 2 808  | 31,50 / 100,00  |
|                         | Aliança Portugal                      | 2 456  | 27,55 / 100,00  |
|                         | Coligação Democrática Unitária        | 1 261  | 14,14 / 100,00  |
|                         | Partido da Terra                      | 598    | 6,71 / 100,00   |
|                         | Bloco de Esquerda                     | 372    | 4,17 / 100,00   |
|                         | LIVRE                                 | 292    | 3,28 / 100,00   |
|                         | Partido pelos Animais e pela Natureza | 190    | 2,13 / 100,00   |
|                         | PCTP/MRPP                             | 113    | 1,27 / 100,00   |
|                         | Outros                                | 212    | 2,38 / 100,00   |
| Votos Inválidos         | Votos Inválidos                       | 613    | 6,88 / 100,00   |
| Total                   | Total                                 | 8 915  | 100,00 / 100,00 |
| Eleitorado/Participação | Eleitorado/Participação               | 19 638 | 45,40 / 100,00  |

#### Sacavém e Prior Velho
| Partido                 | Partido                               | Votos  | %               |
| ----------------------- | ------------------------------------- | ------ | --------------- |
|                         | Partido Socialista                    | 2 721  | 33,65 / 100,00  |
|                         | Coligação Democrática Unitária        | 1 924  | 23,79 / 100,00  |
|                         | Aliança Portugal                      | 1 287  | 15,91 / 100,00  |
|                         | Partido da Terra                      | 507    | 6,27 / 100,00   |
|                         | Bloco de Esquerda                     | 362    | 4,48 / 100,00   |
|                         | LIVRE                                 | 189    | 2,34 / 100,00   |
|                         | Partido pelos Animais e pela Natureza | 165    | 2,04 / 100,00   |
|                         | PCTP/MRPP                             | 142    | 1,76 / 100,00   |
|                         | Outros                                | 220    | 2,71 / 100,00   |
| Votos Inválidos         | Votos Inválidos                       | 570    | 7,05 / 100,00   |
| Total                   | Total                                 | 8 087  | 100,00 / 100,00 |
| Eleitorado/Participação | Eleitorado/Participação               | 19 481 | 41,51 / 100,00  |

#### Santa Iria de Azoia, São João da Talha e Bobadela
| Partido                 | Partido                               | Votos  | %               |
| ----------------------- | ------------------------------------- | ------ | --------------- |
|                         | Partido Socialista                    | 5 295  | 32,45 / 100,00  |
|                         | Coligação Democrática Unitária        | 4 589  | 28,12 / 100,00  |
|                         | Aliança Portugal                      | 2 316  | 14,19 / 100,00  |
|                         | Partido da Terra                      | 984    | 6,03 / 100,00   |
|                         | Bloco de Esquerda                     | 663    | 4,06 / 100,00   |
|                         | PCTP/MRPP                             | 313    | 1,92 / 100,00   |
|                         | LIVRE                                 | 304    | 1,86 / 100,00   |
|                         | Partido pelos Animais e pela Natureza | 296    | 1,81 / 100,00   |
|                         | Outros                                | 429    | 2,62 / 100,00   |
| Votos Inválidos         | Votos Inválidos                       | 1 129  | 6,92 / 100,00   |
| Total                   | Total                                 | 16 318 | 100,00 / 100,00 |
| Eleitorado/Participação | Eleitorado/Participação               | 36 760 | 44,39 / 100,00  |

#### Santo Antão e São Julião do Tojal
| Partido                 | Partido                               | Votos | %               |
| ----------------------- | ------------------------------------- | ----- | --------------- |
|                         | Partido Socialista                    | 901   | 32,49 / 100,00  |
|                         | Coligação Democrática Unitária        | 886   | 31,95 / 100,00  |
|                         | Aliança Portugal                      | 350   | 12,62 / 100,00  |
|                         | Partido da Terra                      | 139   | 5,01 / 100,00   |
|                         | Bloco de Esquerda                     | 103   | 3,71 / 100,00   |
|                         | PCTP/MRPP                             | 67    | 2,42 / 100,00   |
|                         | LIVRE                                 | 53    | 1,91 / 100,00   |
|                         | Partido pelos Animais e pela Natureza | 46    | 1,66 / 100,00   |
|                         | Outros                                | 70    | 2,52 / 100,00   |
| Votos Inválidos         | Votos Inválidos                       | 158   | 5,69 / 100,00   |
| Total                   | Total                                 | 2 773 | 100,00 / 100,00 |
| Eleitorado/Participação | Eleitorado/Participação               | 6 432 | 43,11 / 100,00  |

#### Santo António dos Cavaleiros e Frielas
| Partido                 | Partido                               | Votos  | %               |
| ----------------------- | ------------------------------------- | ------ | --------------- |
|                         | Partido Socialista                    | 2 451  | 30,31 / 100,00  |
|                         | Coligação Democrática Unitária        | 1 628  | 20,13 / 100,00  |
|                         | Aliança Portugal                      | 1 458  | 18,03 / 100,00  |
|                         | Partido da Terra                      | 547    | 6,76 / 100,00   |
|                         | Bloco de Esquerda                     | 507    | 6,27 / 100,00   |
|                         | LIVRE                                 | 257    | 3,18 / 100,00   |
|                         | Partido pelos Animais e pela Natureza | 211    | 2,61 / 100,00   |
|                         | PCTP/MRPP                             | 134    | 1,66 / 100,00   |
|                         | Outros                                | 301    | 3,73 / 100,00   |
| Votos Inválidos         | Votos Inválidos                       | 592    | 7,32 / 100,00   |
| Total                   | Total                                 | 8 086  | 100,00 / 100,00 |
| Eleitorado/Participação | Eleitorado/Participação               | 23 956 | 33,75 / 100,00  |